# 設樂清人
設樂清人(日文：設楽 清人，平假名：したらきよと)，日本漫畫家，男性，沖縄県。

## 來歷、人物
- 2015年出道，發表短篇作品「タイマンズ」正式亮相，講述不良高中生的搞笑漫畫。
- 2019年，首次連載作品「忍者也想談戀愛」，講述害羞女忍者想告白的搞笑青春戀愛漫畫。
- 2022年，週刊Young Jump連載作品「獄道歸仁」，講述有關黑道背景的超能戰鬥漫畫。
- 2023年，與ONE合作於《Young Jump第一話》發表「隱藏技能 Bug Ego」兩部短篇，2025年Ultra Jump雜誌正式連載，搞笑青春懸疑漫畫。

## 作品列表

### 漫畫
- タイマンズ [1]出版商：KADOKAWA 《カドコミWeb》（全1卷，2015 年 7 月)
- JUKE BOX 設楽清人作品集 [2]出版商：KADOKAWA 《カドコミWeb》（全1卷，2015 年 8 月)
- Awesome Fellows! Perfect短篇合集[3]出版商：KADOKAWA （合集中收錄短篇，設楽清人「猫猫Fellows!」，2016 年 3 月)
- 忍者也想談戀愛 [4]出版商：青文出版 （譯者：湯伊蘋，全2卷，2019 年 1 月- 2019 年 2 月)
忍ぶな！ チヨちゃん [5]出版商：KADOKAWA 《カドコミWeb》（全4卷，2017 年 10 月- 2020 年 3 月)
- 獄道歸仁カタギモドシ[6] 出版商：集英社 《週刊Young Jump》（全5卷，2022 年 11 月- 2024 年 1 月)
- 隱藏技能 Bug Ego
バグエゴ [7]出版商：集英社 《Ultra Jump》（原作：ONE ，全2卷，2025 年 2 月- )

## 外部連結
- 設樂清人的Bluesky帳戶
- 設樂清人的Pixiv帳戶
- 設樂清人的X（前Twitter）